# Pionosyllis fusigera
Pionosyllis fusigera är en ringmaskart som beskrevs av Augener 1913. Pionosyllis fusigera ingår i släktet Pionosyllis och familjen Syllidae. Inga underarter finns listade i Catalogue of Life.